# Lisa Fertner
Lisa Fertner (* 1992 in Wien) ist eine österreichische Theater- und Filmschauspielerin.

## Leben
Fertner machte von 2014 bis 2017 eine Ausbildung als Schauspielerin am TheaterRaum München. Ab 2015 bis einschließlich 2017 trat sie auf der Bühne des Münchner theater … und so fort auf. 2017 erhielt sie den Lore-Bronner-Preis, ein Förderpreis für Darstellende Kunst des Bezirks Oberbayern. Ab 2017 spielte sie in verschiedenen Bühnen in München, Augsburg und Ingolstadt.
Schon während ihrer Ausbildung war sie 2016 im Stück Frau Mutter Tier im Augsburger Sensemble Theater zu sehen. Sie gehörte auch 2017 für Eine einzige Nacht, 2018 für Herz über Kopf 2.0 und seit 2019 zum Ensemble des Sensemble Theater. In Augsburg spielte sie außerdem für das Junge Theater Augsburg. Außerhalb Münchens wirkte sie im Stadttheater Weilheim und im Altstadttheater in Ingolstadt mit. Seit 2021 ist Fertner Ensemblemitglied des Salzburger Landestheater.
Beginnend mit einigen Kurzfilmen, ist Fertner als Filmschauspielerin tätig. 2020 spielte sie die Rolle der Konstanze Mozart im Spielfilm Louis van Beethoven unter der Regie von Niki Stein.

## Theater
- 2015: Geschlossene Gesellschaft (theater … und so fort)
- 2015: Sterne (theater … und so fort)
- 2015: Bis zum Äußersten (theater … und so fort)
- 2016: Frau Mutter Tier (Sensemble Theater)
- 2016: Mechanische Tiere (theater … und so fort)
- 2016: Alles fließt (theater … und so fort)
- 2016: Gefährliche Liebschaften (theater … und so fort)
- 2017: Diese Männer (Theater im Fraunhofer)
- 2017: Menschenfeind (theater … und so fort)
- 2017: Eine einzige Nacht (Sensemble Theater)
- 2017: Die Geburt (Theater Drehleier)
- 2018: Konsul Bernick muss nochmal ran (HochX)
- 2018: George Dandin (Stadttheater Weilheim)
- 2018: Der kleine Wasserdrache (Junges Theater Augsburg)
- 2018: Wanderhure (Theaterlust)
- 2018: Speakers Corner Repeat 1968 (Münchner Kammerspiele)
- 2018: Herz über Kopf 2.0 (Sensemble Theater)
- 2019: Pater Brown (Blutenburg-Theater)
- 2019: 2 Stunden (Hin&Weg Festival)
- 2019: Erste Stunde (Sensemble Theater)
- 2019: Effi Briest (Altstadttheater Ingolstadt)
- 2021: Shakespeare im Park: Elves and Errors (Salzburger Landestheater)
- 2021: Familienabend (Salzburger Landestheater)

## Filmografie
- 2018: Prost! Auf das Leben (Kinofilm)
- 2020: Aktenzeichen XY … ungelöst (Fernsehreihe)
- 2020: Louis van Beethoven (Fernsehfilm)
- 2021: Die Rosenheim-Cops (Fernsehserie, Episode 20x13)
- 2025: Der Geier – Freund oder Feind (Fernsehreihe)

## Auszeichnungen
- 2017: Lore-Bronner-Preis